# Kōnosuke Matsushita
Konosuke Matsushita (松下 幸之助 Matsushita Kōnosuke?,  27 de noviembre de 1894 - 27 de abril de 1989) fue un empresario y filósofo japonés. Fue el fundador de Matsushita Electric Industrial Company, Ltd. y una de las figuras más destacadas de la historia de la industria en su país, siendo considerado como uno de los principales líderes del “milagro económico japonés”.
Matsushita fue el primer japonés que apareció en la portada de la revista Time y quien más impuestos declaró en su país durante 11 años consecutivos, a partir de 1952.
En 1998 el grupo Matsushita Electric Industrial (MEI), estaba clasificado en el puesto 23 entre las 500 empresas más grandes del mundo según la revista Fortune.

## Biografía
Aunque la familia Matsushita contaba con renombre en su ciudad de origen, su padre cometió un grave error financiero que los dejó en la ruina cuando Kōnosuke Matsushita tenía cuatro años.  La familia se desmembró; paulatinamente cada uno los siete hermanos tuvo que partir en busca de oportunidades. Kōnosuke se marchó de su casa a los nueve años para ir a trabajar en una zona comercial de Osaka, donde aprendió el oficio de comerciante. Entre los diez y los veinte años de edad de Matsushita, todos los miembros de su familia, excepto una hermana, fallecieron víctimas de tuberculosis.
En su adolescencia se formó en Matsushita un fuerte interés por la electricidad, que en esa época se desarrollaba en su país. Konosuke obtuvo un empleo en la Osaka Electric Light Company como asistente técnico de cableados, donde por su rápido aprendizaje fue ascendido en varias ocasiones.

## Trayectoria profesional

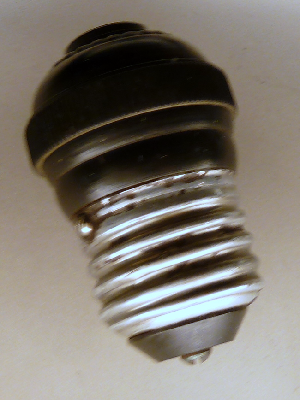
Conector mejorado. El primer producto establecido por Matsushita.

### Matsushita Electric
El 7 de marzo de 1918 Kōnosuke Matsushita funda la Fábrica de aparatos eléctricos Matsushita (Matsushita Electric Housewares Manufacturing Works). Los primeros productos no son muy exitosos, pero después de cinco años Matsushita crea un faro para bicicletas que se transforma en un éxito comercial.
La compañía recibió el nombre de Matsushita Electric Devices Manufacturing Works. En 1922 Konosuke se vio en la necesidad de construir una nueva fábrica y oficina para albergar su creciente empresa.
Durante los primeros años se mercadearon lámparas de bicicletas y planchas eléctricas. Más tarde, radios y baterías eléctricas.
Para cuando estalló la Gran Depresión de 1929 la empresa ya tenía un tamaño considerable y contaba con cientos de empleados. En medio de la crisis, el despido masivo de trabajadores se volvió una práctica común en las empresas en todo el mundo; sin embargo, Matsushita se negó a seguir esta corriente. No solo mantuvo el empleo a sus trabajadores, sino que además les respetó el salario. La solución fue orientar parte de su personal de producción a labores de venta; de esta manera todos los trabajadores estarían trabajando.
La estrategia, a pesar del pesimismo en algunas de las directivas, tuvo un éxito rotundo, que se vio recompensado a medida que la crisis fue superada, ya que los empleados crearon un vínculo especial con la empresa.
En 1929, Konosuke cambió el nombre de la empresa a Matsushita Electric Manufacturing Works, definió la filosofía básica de administración, contenida en el objetivo básico de administración, los siete principios y el lema corporativo, para guiar el crecimiento de Matsushita.
Durante la Segunda Guerra Mundial, toda la fuerza industrial de Japón tuvo que contribuir con el esfuerzo de guerra. Matsushita fabricó varios productos para el ejército e incluso ensambló aviones de combate fabricados en madera.
A principios de la década de los 50, Matsushita inicia la producción de lavadoras eléctricas y televisores debido a la explosiva popularidad de los aparatos eléctricos. El primer televisor en blanco y negro se comenzó a comercializar en 1952 y luego en 1960 se introdujo el televisor a color.
En todos estos años se establecieron otras compañías del grupo Matsushita Electric. En 1954 adquiera a Japan Victor Co. (JVC) y en 1959 establece Matsushita Electric Corporation of America en Nueva Jersey (Estados Unidos) y se crean otras compañías en el continente americano.

### Instituto PHP
En 1945 Matsushita funda el Instituto PHP (en inglés, paz, felicidad, prosperidad) pocos meses después del final de la guerra. Esta fundación encarna el ideal humanitario de Matsushita.
Publicó dos libros de su autoría: "Pensamientos sobre el hombre" y "Cualidades necesarias para un gerente".

## Fallecimiento
Kōnosuke Matsushita falleció el 27 de abril de 1989 en un hospital de Osaka víctima de neumonía. Más de veinte mil personas asistieron a su funeral.

## Vida privada
Toshio Iue (1902 - 1969), el hermano de la esposa de Matsushita, fundó Sanyo Electric Co., Ltd. Antes de la fundación de Sanyo, jugó un papel influyente en el crecimiento y el desarrollo de Matsushita Electric, trabajando en colaboración con su cuñado y confidente, Konosuke Matsushita.

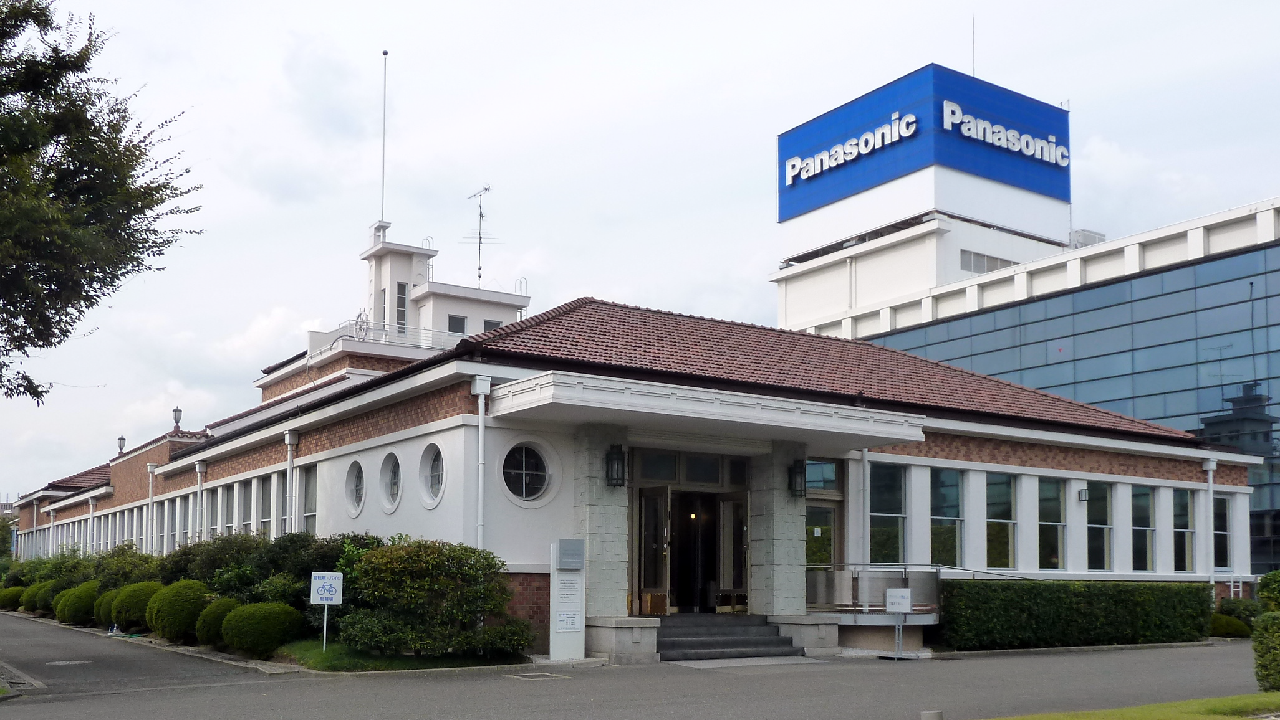
Museo Konosuke Matsushita.

## Homenajes
- Museo Konosuke Matsushita: en 2018 Panasonic inauguró este museo ubicado en Kadoma. El complejo fue dedicado al fundador de la compañía. Allí se muestran los inicios de Matsushita Electric Housewares Manufacturing Works en un espacio que asemeja la casa en la que estuvo sus orígenes, en 1918.[12]

## Publicaciones
- El Secreto de mi Éxito: Matsushita explica sus puntos de vista acerca de los negocios y la gerencia basándose en su experiencia. El libro está dividido en 2 partes. La primera de ellas: “Mis principios de Gerencia” se desarrolla en 4 capítulos. La segunda parte se denomina: “Reflexionado sobre mi Gerencia”.[13]